# Gavilán o paloma (película)
Gavilán o paloma es una película mexicana de drama de 1985 dirigida por Alfredo Gurrola y protagonizada por José José, Christian Bach y Gina Romand. Esta película recibe el título de una de las canciones de José José. Narra el ascenso del icono de la música mexicana José José desde sus humildes inicios en Ciudad de México hasta su estrellato internacional. Fue lanzada junto con una banda sonora que contiene quince canciones de José José.

## Sinopsis
José José nació en una familia mexicana de músicos con talento. Su padre era un tenor de ópera alcohólico y su madre era pianista. Creciendo en los barrios difíciles de la Ciudad de México, José comenzó su carrera como cantante en serenatas y más tarde en un trío de jazz. Su padre murió y su carrera empezó a causa de su enorme talento. José comenzó una relación con Anel (Christian Bach), una bella y joven actriz, pero a causa de su alcoholismo e infidelidades, ella le deja. José se casa con Kiki Herrera (Gina Romand), una bella socialité veinte años mayor que él. Tras varias peleas y diferencias irreconciliables, José la deja. Tras sufrir una terrible neumonía que casi terminó su carrera, Anel vuelve a estar a su lado y se recupera. Después de un par de años sin éxito, José firmó un contrato con una discográfica importante y vuelve a la cima del éxito para quedarse el resto de su carrera.

## Reparto
- José José ... José Sosa «José José».
- Christian Bach ... Anel.
- Gina Romand ... Kiki Herrera.
- Jorge Ortiz de Pinedo
- Norma Lazareno
- Rafael Baledón

## Producción
La película tuvo una inversión de 50 millones de pesos y fue producida por Carlos Amador. No fue un gran éxito comercial porque su estreno coincidió con el terremoto de México de 1985. Recibió dos nominaciones en la XXVIII edición de los Premios Ariel en la categoría de Mejor actor de reparto (Rojo Grau) y Mejor actriz de reparto (Gina Romand).
Fue retransmitida por Univision tras la muerte de José José en 2019.